# Dinocryptus ducalis
Dinocryptus ducalis är en stekelart som först beskrevs av Smith 1865.  Dinocryptus ducalis ingår i släktet Dinocryptus och familjen brokparasitsteklar. Inga underarter finns listade i Catalogue of Life.